# Chiesa cattolica in Algeria

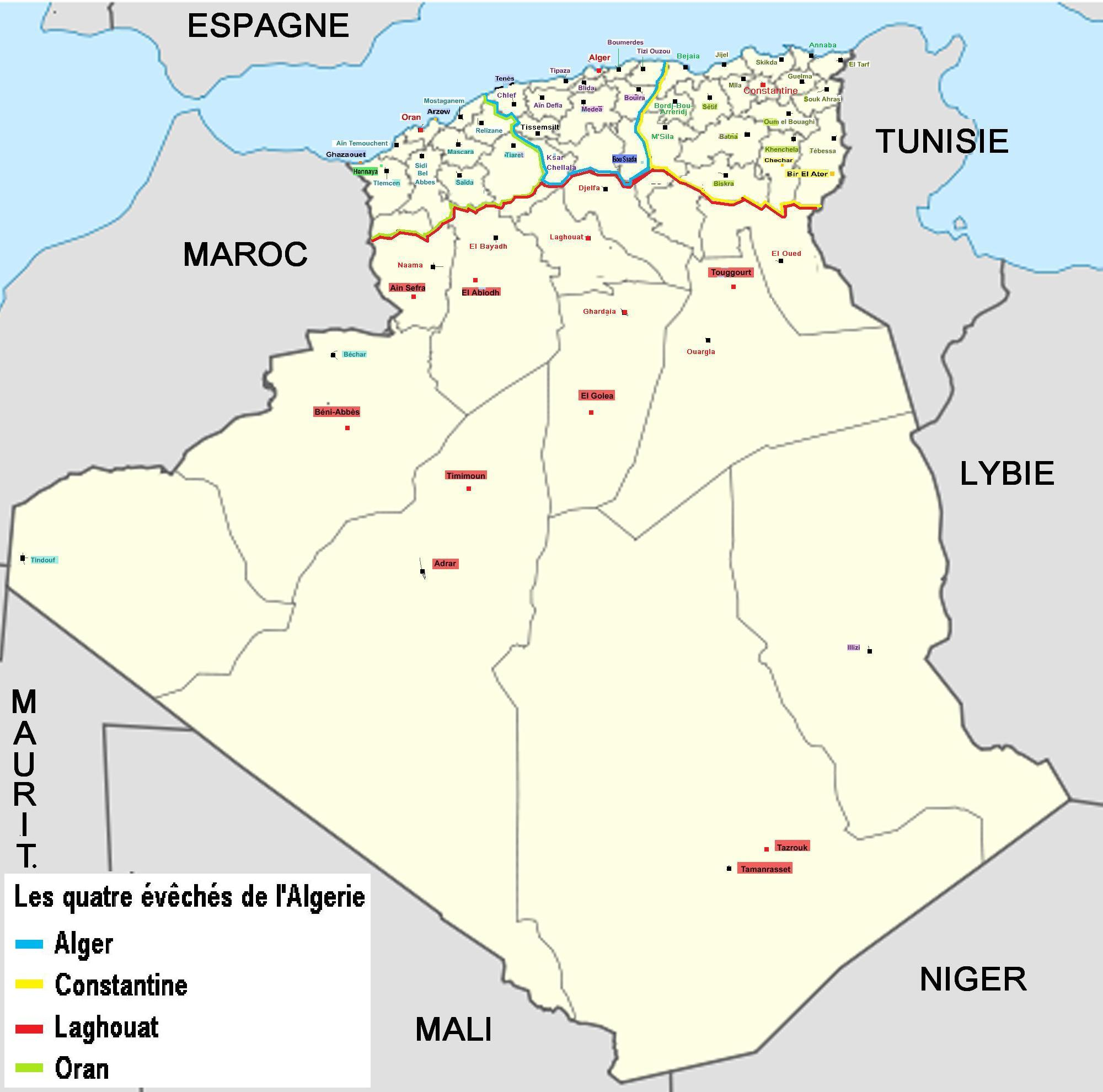
Mappa delle quattro diocesi cattoliche dell'Algeria

La Chiesa cattolica in Algeria è parte della Chiesa cattolica universale in comunione con il vescovo di Roma, il papa. Essa è presente sul territorio con un'arcidiocesi e tre diocesi. I cattolici sono circa 5.000, pari a meno dello 0,01% della popolazione, in stragrande maggioranza islamica. I due luoghi di culto più importanti sono la basilica di Nostra Signora d'Africa, ad Algeri, e la basilica di Sant'Agostino, ad Annaba.

## Storia

### Prima evangelizzazione
Il Nordafrica è una terra di antichissima evangelizzazione. In particolare quella che oggi è l'Algeria ha dato i natali a figure di primissimo piano nella storia del Cristianesimo, come Tertulliano, Cipriano, Sant'Agostino, Fulgenzio e Facondo.

Questa antica presenza scomparve nel 1152, quando si completò la penetrazione musulmana, iniziata nel 709.
La missione cattolica inizia nel 1646 quando ad Algeri arrivano i missionari Lazzaristi, a cui viene permessa la permanenza nel Paese in qualità di cappellani del console francese; loro stessi in seguito assumeranno la carica di consoli. Il più famoso di questi fu Jean Le Vacher, messo a morte nel 1683 dai governanti locali per ritorsione ad un attacco della marina francese.

### Il periodo della colonizzazione francese
La diocesi di Algeri (oggi arcidiocesi) venne eretta nel 1838, all'inizio della dominazione coloniale francese. Nel periodo coloniale, la chiesa era formata da più di un milione di cattolici. 

Nel 1868 Charles Lavigerie fondò due importanti movimenti: i Missionari d'Africa (detti "Padri Bianchi") e, nel 1869, le Suore missionarie di Nostra Signora d'Africa (dette "Suore Bianche"). Scopi di Lavigerie erano favorire l'incontro con le popolazioni musulmane ed evangelizzare l'Africa subsahariana.

Agli inizi del Novecento si distinse per la sua opera di evangelizzazione Charles de Foucauld. Giunto in Algeria nel 1901, fondò un romitorio a Béni Abbès ed un eremo a Tamanrasset. Delineò quella che divenne la regola dell'«Associazione dei fratelli e delle sorelle del Sacro Cuore di Gesù», congregazione di carità tuttora attiva nel Paese.

### Dall'indipendenza ad oggi
In seguito all'indipendenza nel 1962, la maggioranza dei francesi, e degli europei in generale, ha dovuto lasciare il Paese. In pochi decenni il numero dei cattolici è sceso da un milione alle poche migliaia di oggi. A partire dagli anni ottanta del XX secolo si sono formate nuove comunità cristiane composte da nativi, provenienti dall'islam, soprattutto in Cabilia.
A partire dagli anni novanta si è registrato un aumento del fondamentalismo islamico e i pochi cattolici sono stati oggetto di persecuzione, culminata con gli omicidi del 1996: il 23 maggio furono sequestrati e poi uccisi per decapitazione sette trappisti del monastero di Tibhirine; il 1º agosto successivo il vescovo di Orano, Pierre Lucien Claverie, morì nell'esplosione di una bomba collocata nel vescovado. Complessivamente, negli anni tra il 1991 e il 1999 sono stati uccisi centinaia di cristiani, tra cui un vescovo e diciotto sacerdoti, oltre a religiosi e religiose, di cui circa il 10% nella sola arcidiocesi di Algeri.
Diciannove martiri d'Algeria, assassinati dal 1994 al 1996, sono stati beatificati l'8 dicembre 2018.

## Legislazione in materia di religione
Nel Paese vigono tuttora restrizioni per chi professa la fede cristiana. La Costituzione algerina pone l'islam come religione di stato (art. 2). La carta fondamentale, comunque, riconosce la libertà di culto (art. 36).
Nel 2006 lo Stato algerino ha promulgato una legge (legge 28 febbraio 2006) contro il proselitismo religioso: tutte le comunità non musulmane sono obbligate a costituirsi in associazione dichiarata e a pregare solo nei luoghi di culto conosciuti dalle forze dell'ordine. La nuova legge prevede inoltre il carcere (da due a cinque anni) e multe salate (fino a 10.000 euro) per chi tenta di convertire un musulmano. La legge infine colpisce chi "fabbrica o distribuisce documenti stampati che tendano a confondere la fede di un musulmano" (art. 11): in tale categoria rientra anche la Bibbia (Bibbie e Vangeli sono stati effettivamente sequestrati nel 2008 nei pressi di Batna).

## Organizzazione ecclesiastica
La Chiesa cattolica è presente sul territorio con 1 sede metropolitana, 2 diocesi suffraganee e 1 diocesi immediatamente soggetta alla Santa Sede:
- Arcidiocesi di Algeri
  - Diocesi di Orano
  - Diocesi di Costantina
- Diocesi di Laghouat

I vescovi dell'Algeria sono membri della Conferenza episcopale regionale del Nordafrica, che raggruppa gli episcopati di Marocco, Algeria, Tunisia, Libia e Sahara Occidentale.

## Statistiche
La presenza cattolica nel Paese è ridotta ad un numero esiguo di fedeli. Al 31 dicembre 2010 i cattolici erano 5.042, pari allo 0,01% della popolazione totale dell'Algeria.
| anno | popolazione | popolazione | popolazione | presbiteri | presbiteri | presbiteri | presbiteri                | diaconi | religiosi | religiosi | parrocchie |
| anno | battezzati  | totale      | %           | numero     | secolari   | regolari   | battezzati per presbitero | diaconi | uomini    | donne     | parrocchie |
| ---- | ----------- | ----------- | ----------- | ---------- | ---------- | ---------- | ------------------------- | ------- | --------- | --------- | ---------- |
| 2007 | 4.700       | 32.739.000  | 0,01        | 94         | 37         | 57         | 50                        | 2       | 75        | 182       | 40         |
| 2010 | 5.042       | 34.323.807  | 0,01        | 98         | 47         | 51         | 51                        | 1       | 78        | 168       | 39         |

## Nunziatura apostolica
La nunziatura apostolica di Algeria è stata istituita il 13 aprile 1972 con il breve Cum sit di papa Paolo VI. Essa ha sede nella città di Algeri. Fino al 1995 il nunzio era anche delegato apostolico per la Libia.

### Pro-nunzi apostolici
- Sante Portalupi, arcivescovo titolare di Cristopoli (6 marzo 1972 - 15 dicembre 1979 nominato nunzio apostolico in Portogallo)
- Gabriel Montalvo Higuera, arcivescovo titolare di Celene (18 marzo 1980 - 12 giugno 1986 nominato pro-nunzio apostolico in Jugoslavia)
- Giovanni De Andrea, arcivescovo titolare di Acquaviva (22 novembre 1986 - 26 agosto 1989 nominato vicepresidente dell'Ufficio del Lavoro della Sede Apostolica)
- Edmond Y. Farhat, arcivescovo titolare di Biblo (26 agosto 1989 - 26 luglio 1995 nominato nunzio apostolico in Macedonia e Slovenia)

### Nunzi apostolici
- Antonio Sozzo, arcivescovo titolare di Concordia (5 agosto 1995 - 23 maggio 1998 nominato nunzio apostolico in Costa Rica)
- Augustine Kasujja, arcivescovo titolare di Cesarea di Numidia (26 maggio 1998 - 22 aprile 2004 nominato nunzio apostolico in Madagascar e nelle isole Seychelles e delegato apostolico nelle isole Comore)
- Thomas Yeh Sheng-nan, arcivescovo titolare di Leptis Magna (22 aprile 2004 - 2015 dimesso)
- Luciano Russo, arcivescovo titolare di Monteverde (14 giugno 2016 - 22 agosto 2020 nominato nunzio apostolico a Panama)
- Kurian Mathew Vayalunkal (1º gennaio 2021 - 15 marzo 2025 nominato nunzio apostolico in Cile)

## Galleria d'immagini

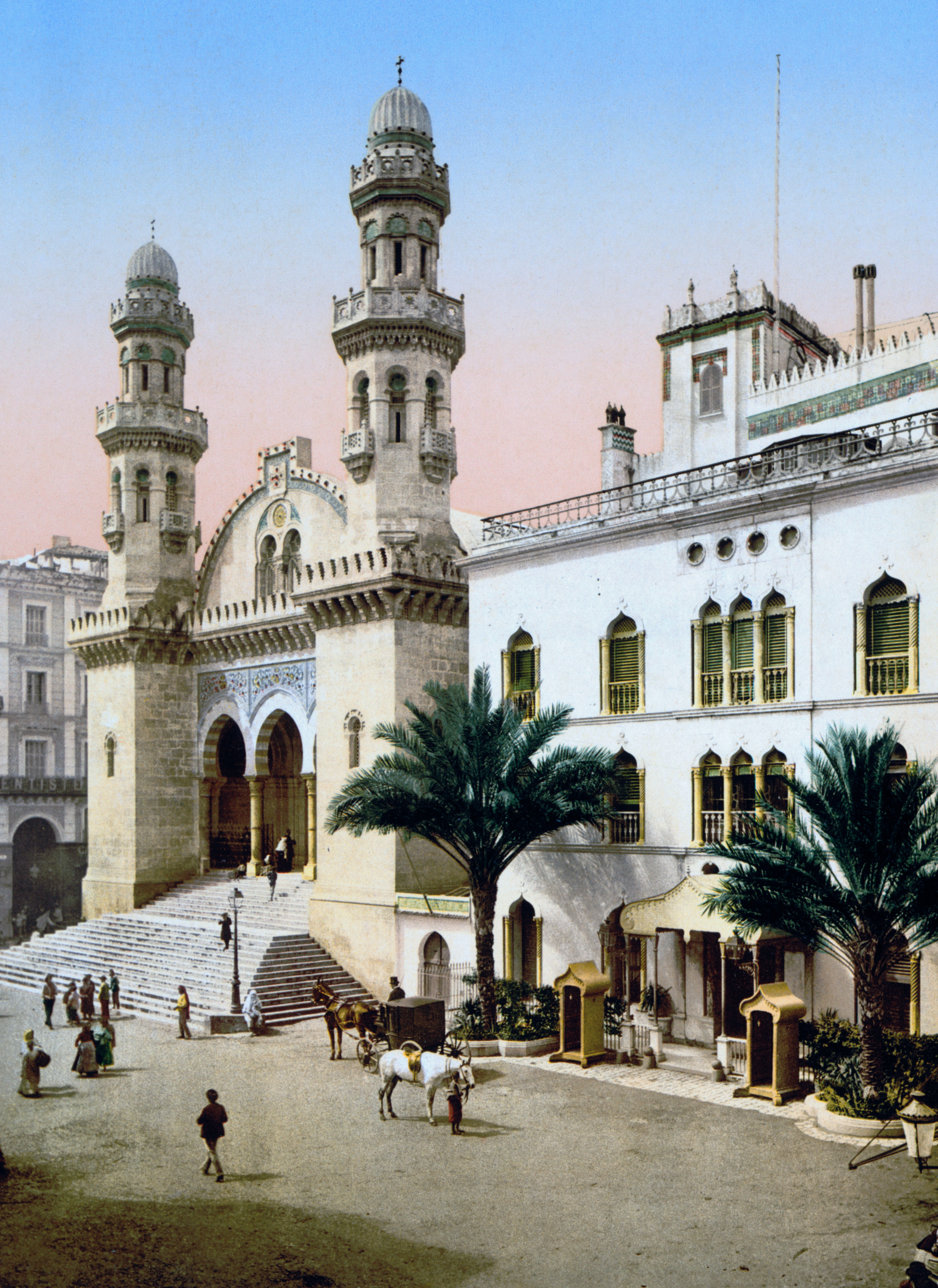
La Moschea Ketchaoua di Algeri, usata come cattedrale dal 1832 al 1962
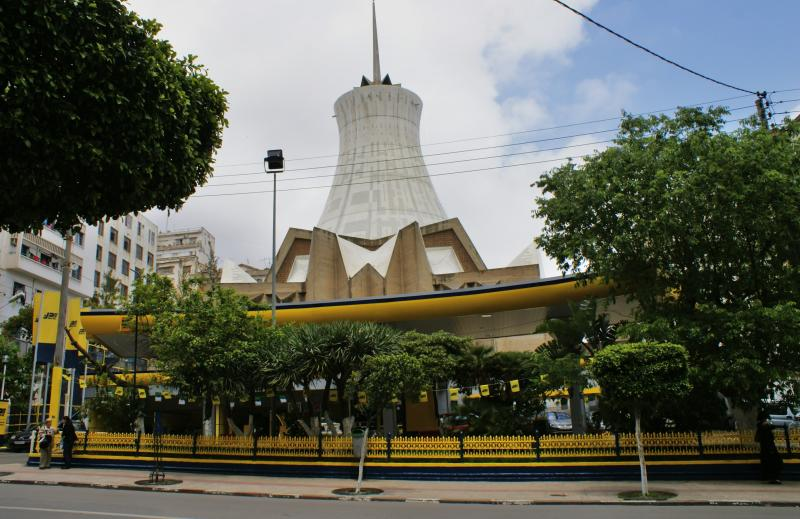
Cattedrale del Sacro Cuore di Algeri
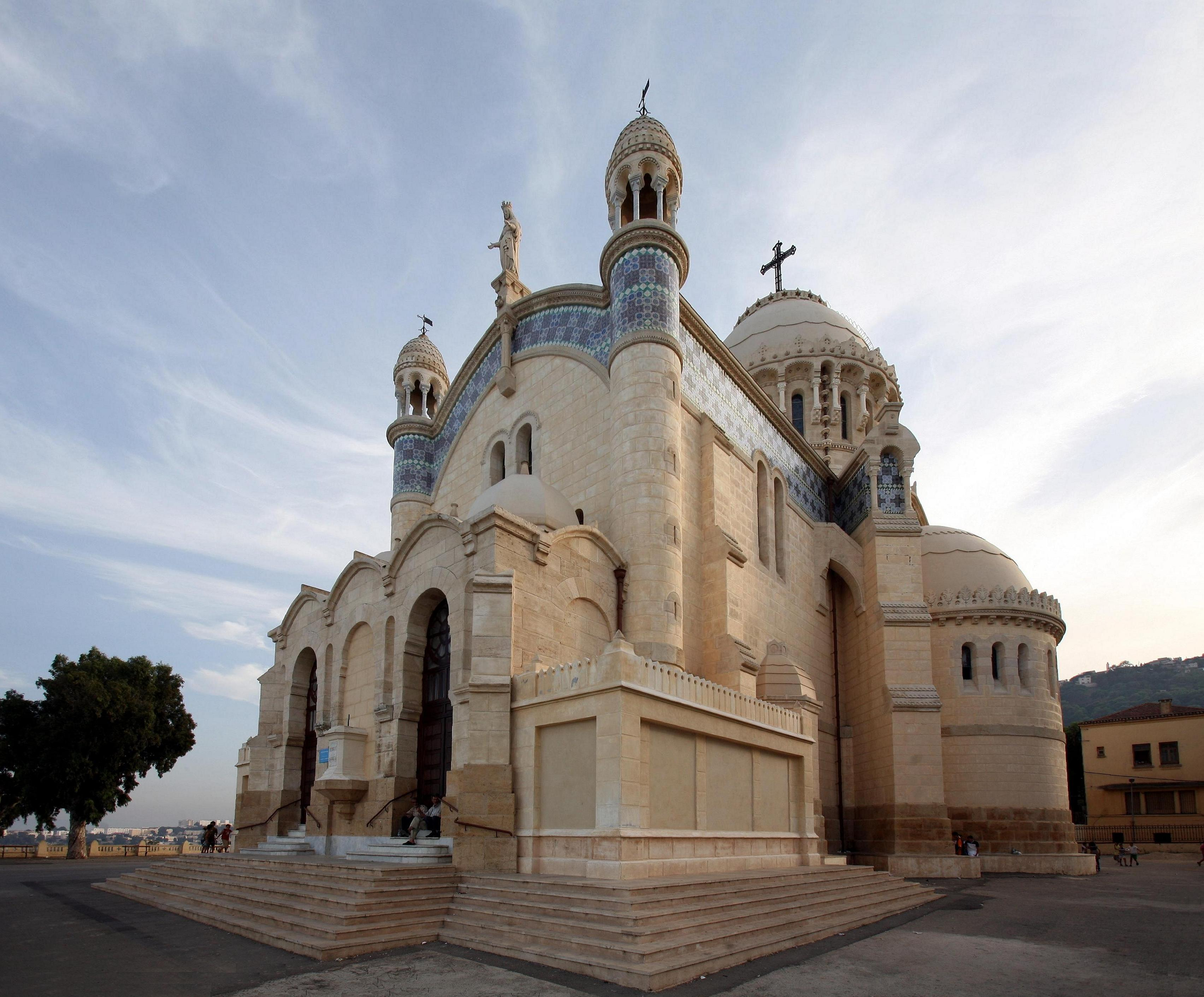
Basilica di Nostra Signora dell'Africa, Algeri
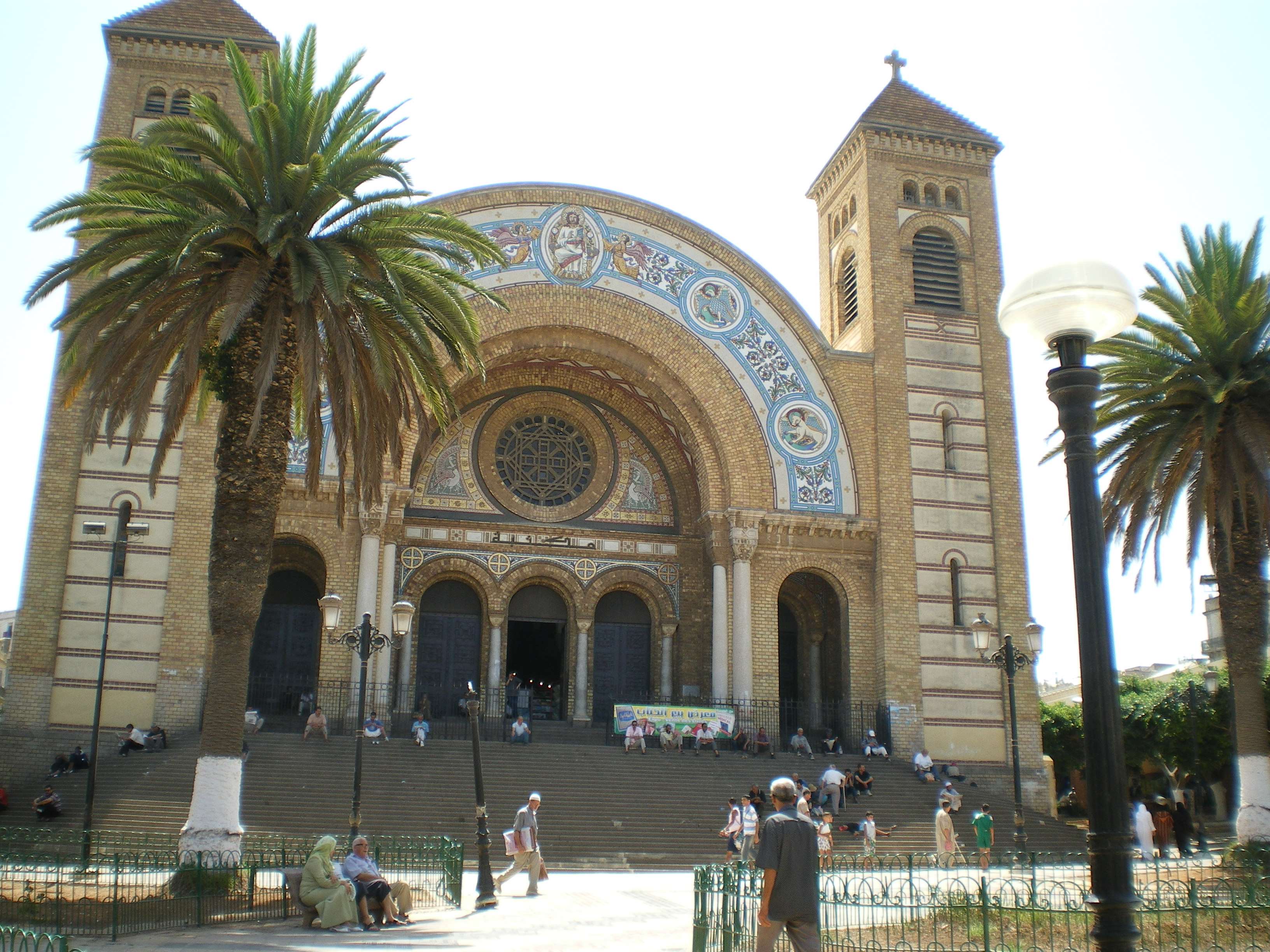
L'ex cattedrale di Orano
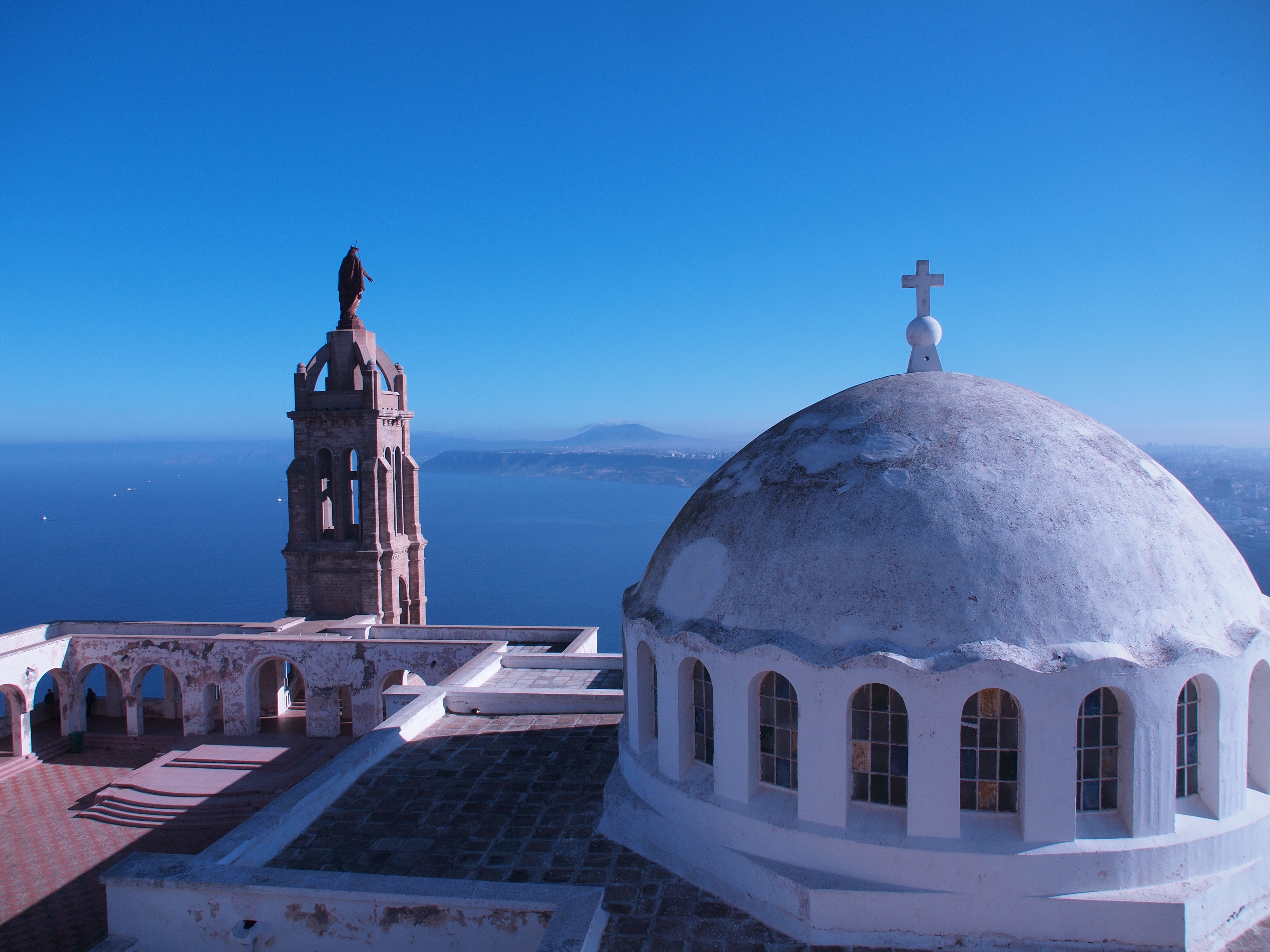
Santa Croce sopra Orano
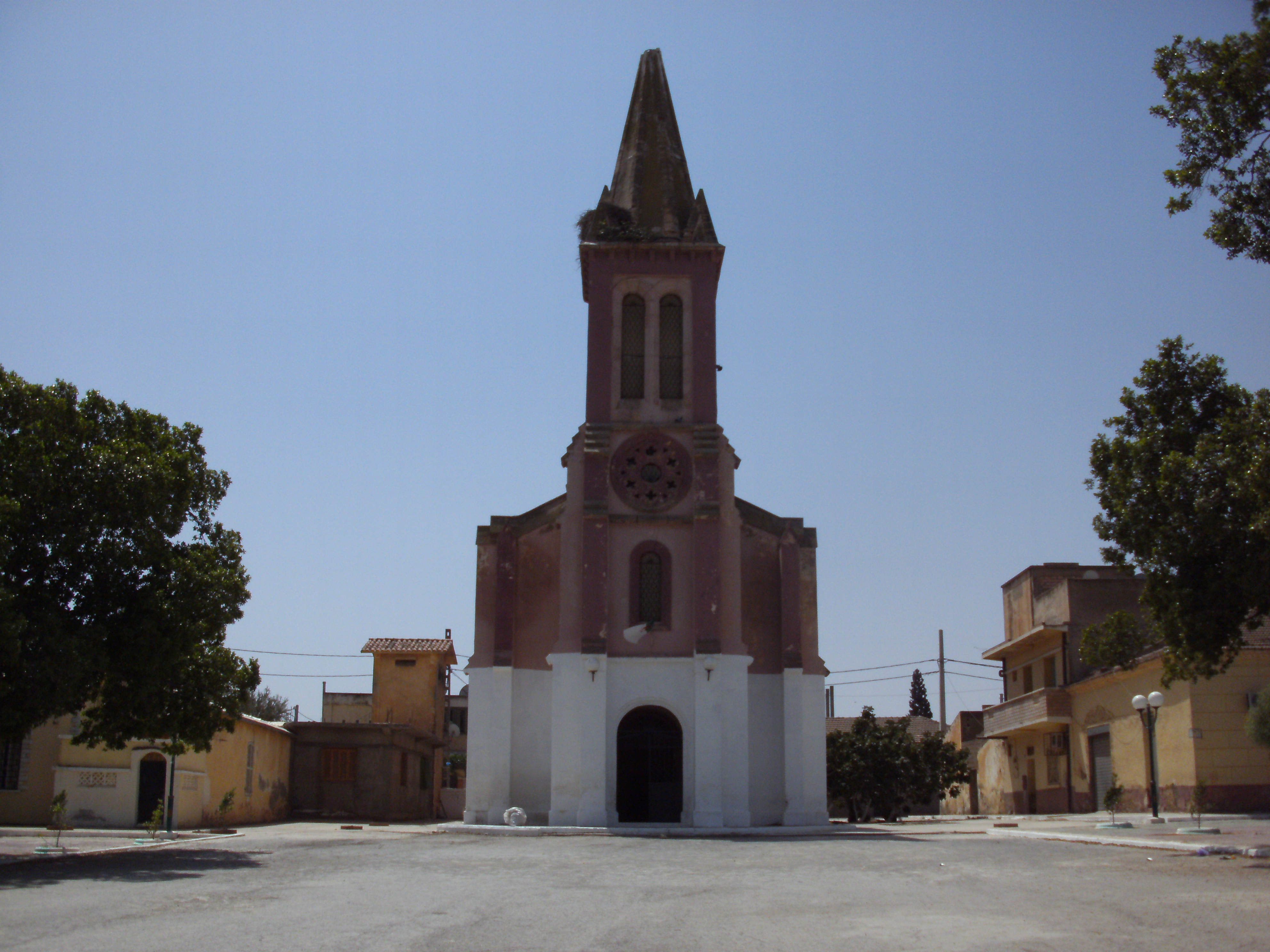
Chiesa di San Luciano a Zahana
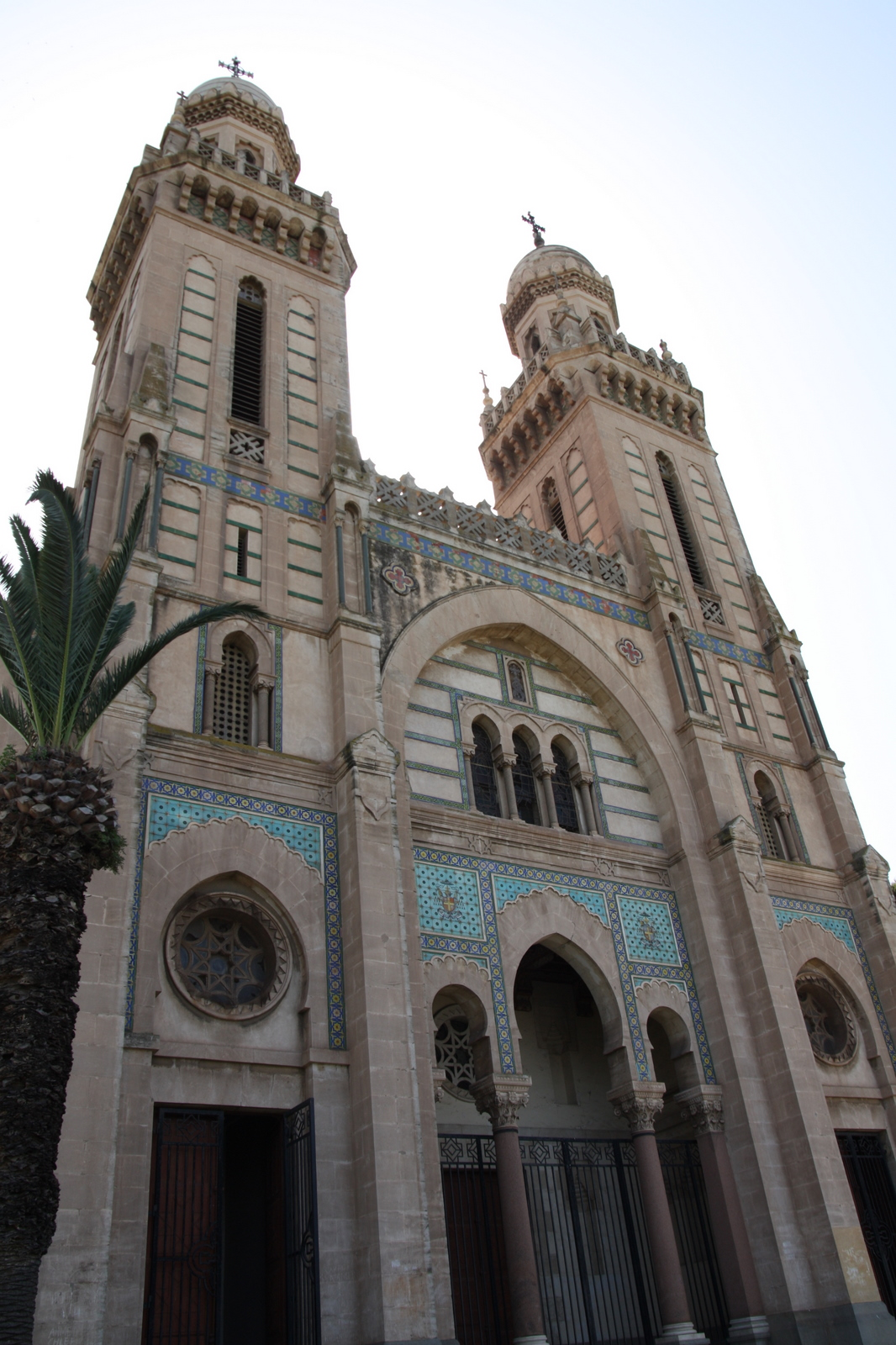
Basilica di Sant'Agostino ad Annaba
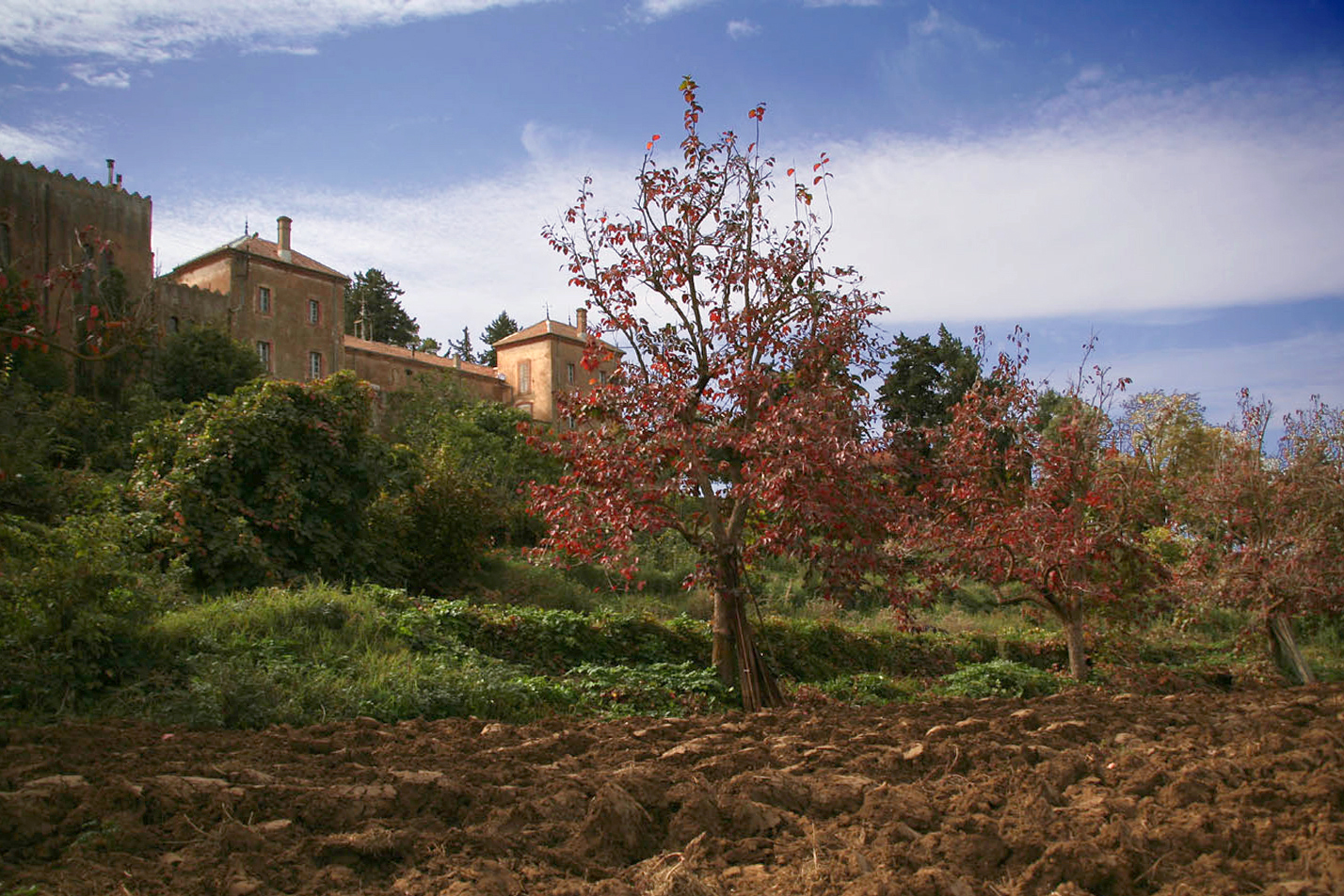
Monastero di Tibhirine (Nostra Signora dell'Atlante)
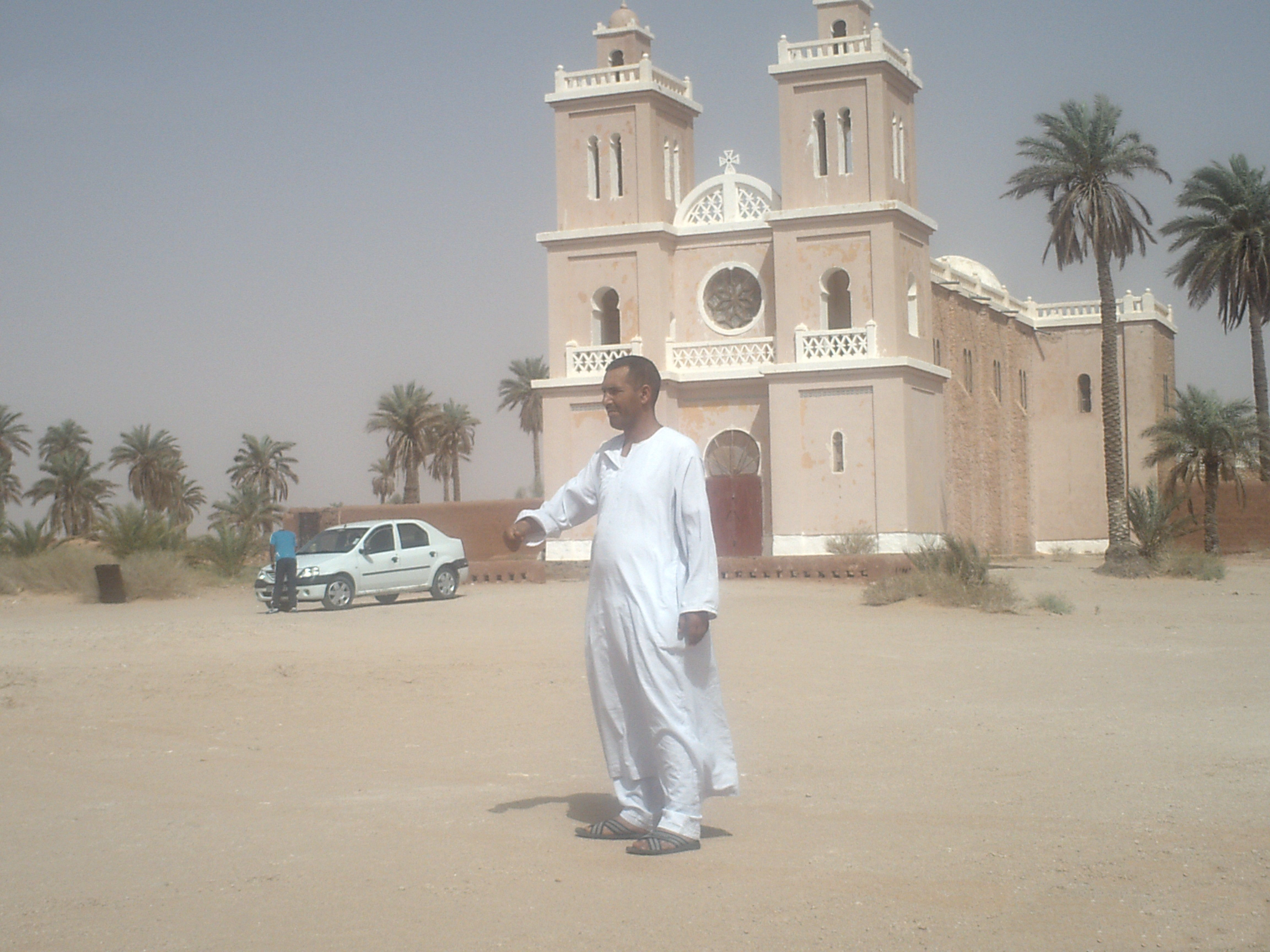
Chiesa di Charles de Foucauld a El-Goléa